# رينيه لينس
رينيه لينس (بالفرنسية: René Llense)‏
```
(
14 يوليو
 
1913
-
12 مارس
 
2014
) لاعب 
كرة قدم
 
فرنسي
 راحل كان يجيد اللعب في خط 
حراسة المرمى
.
[
1
]
[
2
]
[
3
]
```

لعب طوال مسيرته الرياضية في أندية سيت (؟؟؟؟-1938) سانت إتيان (1938-1939) (1942-1945).
مثل منتخب فرنسا في 11 مباراة (1935-1939). شارك مع منتخب فرنسا في بطولة كأس العالم 1934 في إيطاليا حيث خرج من الدور الثمن النهائي وبطولة كأس العالم 1938 في فرنسا حيث خرج من الدور الربع النهائي.

## وصلات خارجية
- رينيه لينس على موقع الاتحاد الدولي (مؤرشف)  (الإنجليزية)
- رينيه لينس على موقع قاعدة بيانات كرة القدم.إي يو (الإنجليزية)
- رينيه لينس على موقع ناشيونال فوتبول تيمز (الإنجليزية)
- رينيه لينس على موقع Soccerway.com (الإنجليزية)
- رينيه لينس على موقع عالم كرة القدم.نت (الإنجليزية)
- سيرة ذاتية